# Marco Polo Del Nero
Marco Polo Del Nero (San Paolo, 22 febbraio 1941) è un avvocato e dirigente sportivo brasiliano.
È stato presidente della Federazione calcistica del Brasile (CBF) tra il 2015 e il 2017, oltre ad essere stato membro del Comitato esecutivo del CONMEBOL e del Consiglio FIFA

## Biografia
Nel 2003 fu eletto presidente della Federazione calcistica paulista, venendo rieletto per un secondo mandato nel 2010.
Il 22 marzo 2012 ha sostituito Ricardo Terra Teixeira all'interno del Consiglio FIFA.
Il 16 aprile 2014 è stato eletto presidente della Federazione calcistica del Brasile, succedendo a José Maria Marin ed assumendo l'incarico a partire dal 16 aprile 2015 per un mandato di 4 anni.

## Coinvolgimento nello scandalo FIFA
Nel maggio del 2015 Del Nero partì immediatamente da Zurigo per ritornare in Brasile a causa dell'ondata di arresti di diversi dirigenti della FIFA; da allora è sempre rimasto nel paese natale per paura di essere arrestato, sebbene non abbia mai lasciato commenti al riguardo. Nel novembre dello stesso anno si dimise da membro del Comitato Esecutivo della FIFA.
Nel dicembre del 2015, dopo essere stato incriminato dal Dipartimento di Giustizia degli Stati Uniti d'America, Del Nero lasciò la presidenza della CBF, che venne assunta ad interim dal deputato federale brasiliano Marcus Vicente, ma nell'aprile del 2016 riottenne la carica di presidente.
Il 15 dicembre 2017, la FIFA sospese Del Nero da tutte le attività inerenti al calcio (compresa la presidenza della CBF) come conseguenza del suo coinvolgimento nello scandalo di corruzione del 2015. Il 27 aprile 2018 la FIFA aumentò la sospensione, comminando a  Del Nero la radiazione a vita dalle attività calcistiche ed una multa di 1 milione di franchi svizzeri.